# خاکو
خاکو، روستایی از توابع بخش مرکزی شهرستان همدان در استان همدان ایران است.

## زبان
بر پایه ایران اطلس زبان غالب مردم روستا لری است.

## جمعیت
این روستا در دهستان ابرو قرار دارد و براساس سرشماری مرکز آمار ایران در سال ۱۳۹۵، جمعیت آن ۳۵۹ نفر (۱۱۳خانوار) بوده است.